# Ruča
Ruča es una localidad situada en el municipio de Orle, condado de Zagreb, Croacia.

## Geografía
Se encuentra a una altitud de 100 m s. n. m. a 37,2 km de la capital nacional, Zagreb.

## Demografía
En el censo 2011, el total de población de la localidad fue de 227 habitantes.
Según estimación 2013 contaba con una población de 219 habitantes.